# Нойзидль-ам-Зе (округ)

Картосхема Бургенланда. Аббревиатуры штатутарштадта Айзенштадт (E), штатутарштадта Руст (RU) и политических округов Бургенланда (Нойзидль-ам-Зе — ND).
NUTS-регионы Бургенланда:

Нойзидль-ам-Зе (нем. Bezirk Neusiedl am See) — политический округ (нем. Politische Bezirk) в Австрии, в федеральной земле Бургенланд. Административный центр политического округа — город Нойзидль-ам-Зе.
По данным на 1 января 2018 года:
- территория политического округа — 103 755,45 га[8];
- население политического округа — 58 974 чел.[10][11];
- плотность населения — 56.84 чел./км²;
- землеобеспеченность с учётом внутренних вод — 17593 м²/чел.

## Общие сведения
Официальный идентификационный код политического округа — 107 (B107). Официальный сайт правительства округа в Бургенланде — BH Neusiedl am See. Также в Австрийской Республике каждому политическому округу и штатутарштадту присваивают именные идентификационные
 автомобильные коды. В политическом округе Нойзидль-ам-Зе при регистрации и перерегистрации автотранспортных средств выдаются номерные знаки с идентификатором ND .
| Таблица 1. Региональная, районная, локальная и конфессиональная структуры                         |                                                                                                   |                                                                                                   |                |    |    |    |
|                                                                                                   |                                                                                                   |                                                                                                   |                |    |    |    |
| ⇓ 1. Региональная структура                                                                       |                                                                                                   |                                                                                                   |                |    |    |    |
|                                                                                                   |                                                                                                   |                                                                                                   |                |    |    |    |
| Уровень                                                                                           | Структурные подразделения                                                                         | Коды                                                                                              | Коды ISO-3166  |    |    |    |
| NUTS 0                                                                                            | Австрийская Республика (Republik Österreich)                                                      | AT0                                                                                               | AT / AUT / 040 |    |    |    |
| NUTS 1                                                                                            | Восточная Австрия (Ostösterreich)                                                                 | AT1                                                                                               | -              |    |    |    |
| NUTS 2                                                                                            | Бургенланд (Bundesland Burgenland)                                                                | AT11                                                                                              | AT-1           |    |    |    |
| NUTS 3                                                                                            | Нордбургенланд (Region Nordburgenland)                                                            | AT112                                                                                             | -              |    |    |    |
| Налоговая служба                                                                                  | Брукк-Айзенштадт-Оберварт (Bruck-Eisenstadt-Oberwart (FA38))                                      | FA38                                                                                              | -              |    |    |    |
| Земельная служба занятости                                                                        | АМС Бургенланд (Arbeitsmarktservices Burgenland)                                                  | 100                                                                                               | -              |    |    |    |
| Провинциальный избирательный округ                                                                | Бургенланд 1 (Landeswahlkreis Burgenland)                                                         | 1                                                                                                 | -              |    |    |    |
| Региональный избирательный округ                                                                  | Бургенланд-Норд (Wahlkreis 1A: Burgenland Nord)                                                   | 1A                                                                                                | -              |    |    |    |
| Епархия Айзенштадта                                                                               | Диоцез (епархия) Айзенштадт (Diözese Eisenstadt)                                                  | ...                                                                                               | -              |    |    |    |
|                                                                                                   |                                                                                                   |                                                                                                   |                |    |    |    |
| ⇓ 2. Районная структура                                                                           |                                                                                                   |                                                                                                   |                |    |    |    |
|                                                                                                   |                                                                                                   |                                                                                                   |                |    |    |    |
| Уровень                                                                                           | Структурные подразделения                                                                         | Коды                                                                                              | Код            |    |    |    |
| Политический округ                                                                                | Политический округ Нойзидль-ам-Зе (Bezirk Neusiedl am See)                                        | 107                                                                                               | AT.BU.ND       |    |    |    |
| Судебный округ                                                                                    | Нойзидль-ам-Зе (Gerichtbezirk Neusiedl am See)                                                    | 1071                                                                                              | -              |    |    |    |
| Локальный избирательный округ                                                                     | Избирательный округ 1 (Wahlkreis 1)                                                               | 1                                                                                                 | -              |    |    |    |
| Региональные офисы служб занятости                                                                | Нойзидль-ам-Зе (Regionalgeschäftsstelle Neusiedl am See)                                          | 103                                                                                               | -              |    |    |    |
| Региональные офисы служб занятости                                                                | Брукк-ан-дер-Лайта (Regionalgeschäftsstelle Bruck an der Leitha)                                  | 306                                                                                               | -              |    |    |    |
| Школьный округ                                                                                    | Нойзидль-ам-Зе (Schulbezirk Neusiedl am See)                                                      | ...                                                                                               | -              |    |    |    |
| Полицейский округ (полицейское управление)                                                        | Нойзидль-ам-Зе (Bezirkspolizeikommando Neusiedl am See)                                           | Карта                                                                                             | -              |    |    |    |
| Планировочный регион                                                                              | Нойзидль-ам-Зе (Raumplanungsregionen der Burgenland)                                              | ...                                                                                               | -              |    |    |    |
|                                                                                                   |                                                                                                   |                                                                                                   |                |    |    |    |
| ⇓ 3. Локальная структура                                                                          |                                                                                                   |                                                                                                   |                |    |    |    |
|                                                                                                   |                                                                                                   |                                                                                                   |                |    |    |    |
| 3.1. Политические общины — politischer Gemeinde                                                   | 3.1. Политические общины — politischer Gemeinde                                                   | 3.1. Политические общины — politischer Gemeinde                                                   | 27             | 27 | 27 | 27 |
| —                                                                                                 | городские общины                                                                                  | городские общины                                                                                  | 2              | 2  | 2  | 2  |
| —                                                                                                 | ярмарочные общины                                                                                 | ярмарочные общины                                                                                 | 11             | 11 | 11 | 11 |
| —                                                                                                 | общины без статуса (сельские)                                                                     | общины без статуса (сельские)                                                                     | 14             | 14 | 14 | 14 |
| 3.2. Кадастровые общины — Katastralgemeinde                                                       | 3.2. Кадастровые общины — Katastralgemeinde                                                       | 3.2. Кадастровые общины — Katastralgemeinde                                                       | 28             |    |    |    |
| 3.3. Статистические цельшпренгели — Zählsprengel                                                  | 3.3. Статистические цельшпренгели — Zählsprengel                                                  | 3.3. Статистические цельшпренгели — Zählsprengel                                                  | 45             |    |    |    |
| Цельшпренгели в статистических общинах                                                            | Цельшпренгели в статистических общинах                                                            | Цельшпренгели в статистических общинах                                                            | 33             | 33 | 33 | 33 |
| —                                                                                                 | Цельшпренгели—политические общины                                                                 | Цельшпренгели—политические общины                                                                 | 15             | 15 | 15 |    |
| —                                                                                                 | Цельшпренгели в политических общинах                                                              | Цельшпренгели в политических общинах                                                              | 18             | 18 | 18 |    |
| Политические общины без цельшпренгелей                                                            | Политические общины без цельшпренгелей                                                            | Политические общины без цельшпренгелей                                                            | 12             | 12 | 12 | 12 |
| 3.4. Ортшафты (населённые пункты и поселения) — Ortschaft                                         | 3.4. Ортшафты (населённые пункты и поселения) — Ortschaft                                         | 3.4. Ортшафты (населённые пункты и поселения) — Ortschaft                                         | 29             |    |    |    |
| Прочие населённые пункты — Siedlungs: Dorf, Weiler, Rotte, Einöde, Einzelhaus usw.                | Прочие населённые пункты — Siedlungs: Dorf, Weiler, Rotte, Einöde, Einzelhaus usw.                | Прочие населённые пункты — Siedlungs: Dorf, Weiler, Rotte, Einöde, Einzelhaus usw.                | 72             |    |    |    |
|                                                                                                   |                                                                                                   |                                                                                                   |                |    |    |    |
| 4. Конфессиональная структура                                                                     |                                                                                                   |                                                                                                   |                |    |    |    |
|                                                                                                   |                                                                                                   |                                                                                                   |                |    |    |    |
| 4.1 Римско-католическая церковь                                                                   |                                                                                                   |                                                                                                   |                |    |    |    |
|                                                                                                   |                                                                                                   |                                                                                                   |                |    |    |    |
| Деканаты — Katholische Dekanate                                                                   | Деканаты — Katholische Dekanate                                                                   | Деканаты — Katholische Dekanate                                                                   | 2              |    |    |    |
| Католические приходы и экспозитуры— Katholische Pfarren und Exposituren                           | Католические приходы и экспозитуры— Katholische Pfarren und Exposituren                           | Католические приходы и экспозитуры— Katholische Pfarren und Exposituren                           | 27             |    |    |    |
| —                                                                                                 | Деканат Нойзидль-ам-Зе                                                                            | Деканат Нойзидль-ам-Зе                                                                            | 15             | 15 | 15 |    |
| —                                                                                                 | Деканат Фрауэнкирхен                                                                              | Деканат Фрауэнкирхен                                                                              | 12             | 12 | 12 |    |
|                                                                                                   |                                                                                                   |                                                                                                   |                |    |    |    |
| 4.2 Протестантские церкви                                                                         |                                                                                                   |                                                                                                   |                |    |    |    |
|                                                                                                   |                                                                                                   |                                                                                                   |                |    |    |    |
| Приходы евангелических церквей — Evangelische Pfarrgemeinden (A.B. und H.B.) mit Tochtergemeinden | Приходы евангелических церквей — Evangelische Pfarrgemeinden (A.B. und H.B.) mit Tochtergemeinden | Приходы евангелических церквей — Evangelische Pfarrgemeinden (A.B. und H.B.) mit Tochtergemeinden | 6              |    |    |    |
| Евангелическая церковь Аугсбургского исповедания в Австрии                                        | Евангелическая церковь Аугсбургского исповедания в Австрии                                        | Евангелическая церковь Аугсбургского исповедания в Австрии                                        | 6              | 6  |    |    |
| —                                                                                                 | приходы в Бургенланде                                                                             | приходы в Бургенланде                                                                             | 4              | 4  | 4  |    |
| —                                                                                                 | дочерние церкви в Бургенланде                                                                     | дочерние церкви в Бургенланде                                                                     | 2              | 2  | 2  |    |
| Евангелическая церковь Гельветского исповедания в Австрии                                         | Евангелическая церковь Гельветского исповедания в Австрии                                         | Евангелическая церковь Гельветского исповедания в Австрии                                         | -              |    |    |    |

### Региональная структура
В соответствии с NUTS (стандартом территориального деления стран Европейского Союза)  политический округ непосредственно располагается в малом регионе Нордбургенланд (код по NUTS 3 — AT112), который является одним из трёх малых регионов основного региона — федеральной земли Бургенланд (код по NUTS 2 — AT11) и входит в важный социально-экономический регион  Восточная Австрия (код по NUTS 1 — AT1).
По состоянию на 1 января 2016 года в политическом округе фискальную функцию выполняет локальная территориальная юрисдикция  австрийской государственной налоговой (финансовой) службы Брукк-Айзенштадт-Оберварт (Bruck-Eisenstadt-Oberwart), которая охватывает не только весь Бургенланд, но и политический округ Брукк-ан-дер-Лайта федеральной земли Нижняя Австрия. Официальный код фискальной службы — FA38.
В соответствии с австрийским избирательным законодательством по выборам в нижнюю палату парламента Австрии — Национальный совет Австрии (нем. Nationalrat), — политический округ относится к провинциальному избирательному округу федеральной земли Бургенланд Избирательный округ 1: Бургенланд (нем. Wahlkreis 1: Burgenland). При этом политический округ включён в региональный избирательный округ Бургенланд-Норд (код — 1A) (нем. Wahlkreis 1A: Burgenland Nord), который сформирован для распределения депутатских мандатов в "первом исследовании".

### Структура политического округа
Политический округ Нойзидль-ам-Зе — один из девяти политических округов федеральной земли Бургенланд.
В соответствии с судоустройством Австрийской Республики на территории политического округа создан и  располагается районный суд Нойзидль-ам-Зе (нем. Bezirkgericht Neusiedl am See). Следовательно, политический округ полностью подпадает под юрисдикцию судебного округа Нойзидль-ам-Зе (нем. Gerichtbezirk Neusiedl am See) (кодовый номер судебного округа — 1071).
В соответствии со статьёй 26 Конституции Австрии и в целях свободного, непосредственного волеизъявления на парламентских выборах для жителей политического округа достигших избирательного ценза в 1978 году образован парламентский Избирательный округ 1 (нем. Wahlkreis 1).
Также на территории политического округа расположен один из девяти районных школьных округов Бургенланда.
Законность и правопорядок на территории политического округа поддерживается работниками окружного полицейского отряда Нойзидль-ам-Зе (нем. Bezirkspolizeikommando Neusiedl am See), одного из шести  окружных полицейских отрядов федеральной земли Бургенланд.
В состав полицейского отряда политического округа входят:
- полицейское управление политического округа в Нойзидль-ам-Зе (нем. Bezirkspolizeikommando Neusiedl am See);
- 11 участковых полицейских инспекций (нем. Polizeiinspektion) — в Апетлоне, Гаттендорфе, Гольсе, Киттзе (включая пограничную инспекцию), Никкельсдорфе (включая пограничную инспекцию), Нойзидль-ам-Зе (включая водную инспекцию), Памхагене, Парндорфе, Подерсдорф-ам-Зе (включая водную инспекцию), Фрауэнкирхене и Хальбтурне;
- 2 центра сотрудничества с полицией (нем. Polizeikooperationszentrum) — в Киттзе и Никкельсдорфе;
- центр дорожного досмотра  (нем. Autobahnpolizeiinspektion Potzneusiedl) в Поцнойзидль;[35][43]
- центр компетентной (финансов и права) полиции (нем. Competence Center) в  Никкельсдорфе[44].

В городе Нойзидль-ам-Зе расположен один из семи региональных офисов службы занятости федеральной земли Бургенланд. Региональный офис службы занятости Нойзидль-ам-Зе с января 1987 года образует региональный рынок труда Нойзидль-ам-Зе (нем. Arbeitsmarktbezirke), который охватывает почти весь политический округ, за исключением политической общины Бруккнойдорф.
Все вопросы, связанные с трудоустройством граждан в данном региональном рынке труда, решают специалисты регионального офиса службы занятости Нойзидль-ам-Зе (нем. PLZ / Regionalgeschäftsstelle (AMSR — 103): 7100 Neusiedl am See). Политическую общину Бруккнойдорф обслуживают специалисты регионального офиса службы занятости Брукк-ан-дер-Лайта (нем. PLZ / Regionalgeschäftsstelle (AMSR — 306): 2460 Bruck an der Leitha), расположенного в городе Брукк-ан-дер-Лайта, в федеральной земле Нижняя Австрия.

## География
Политический округ Нойзидль-ам-Зе географически относится к региону  Нордбургенланд и  расположен в его северо-восточной части.
В настоящее время (2016 год) Нойзидль-ам-Зе — первый как по площади, так и по численности населения из девяти политических округов Буренланда, включая штатутарштадты (свободные города) (нем. Statutarstadts (Freistadts) Айзенштадт и Руст.

### Географическое положение

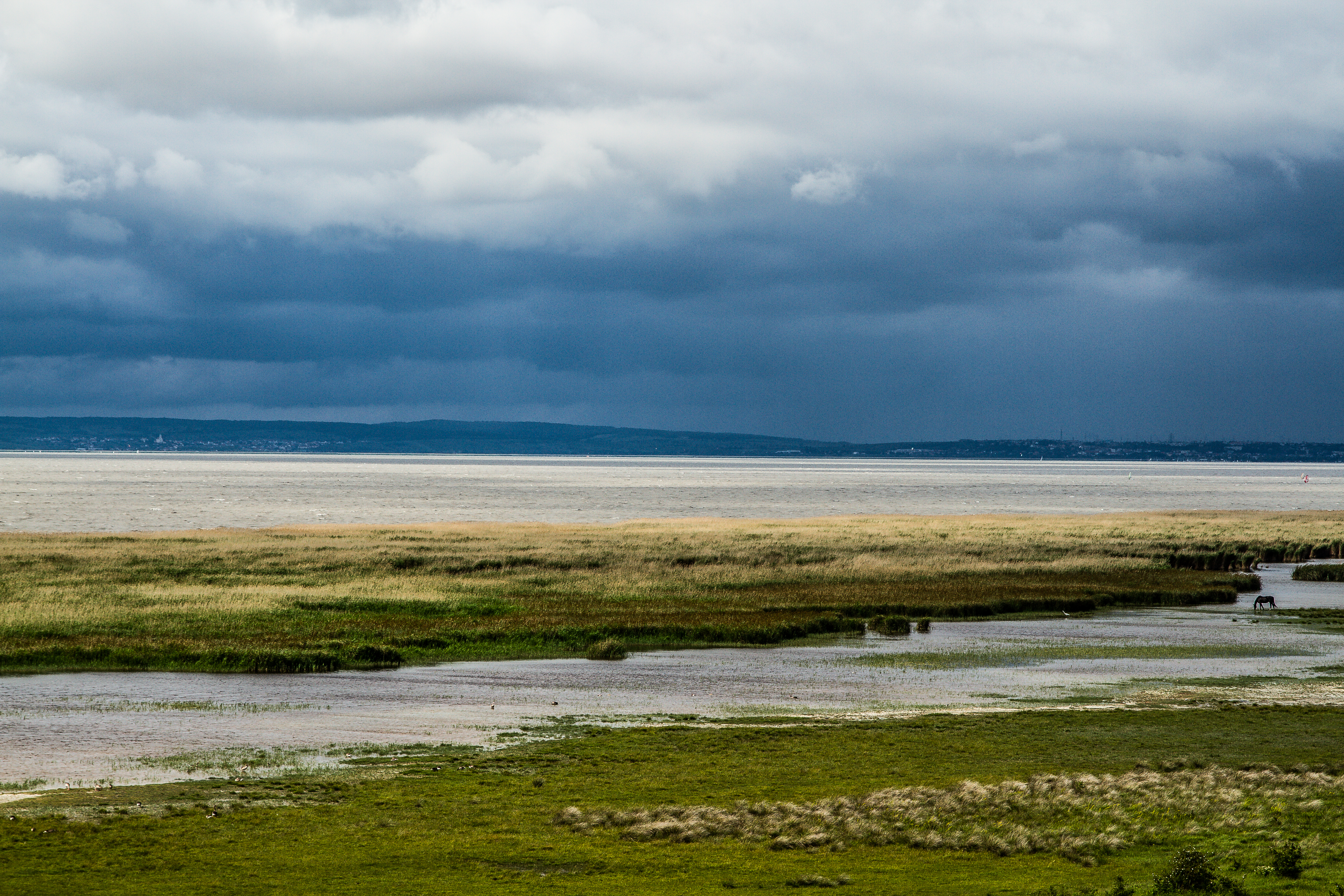
Национальный парк Нойзидлерзе-Зевинкель со стороны Подерсдорф-ам-Зе

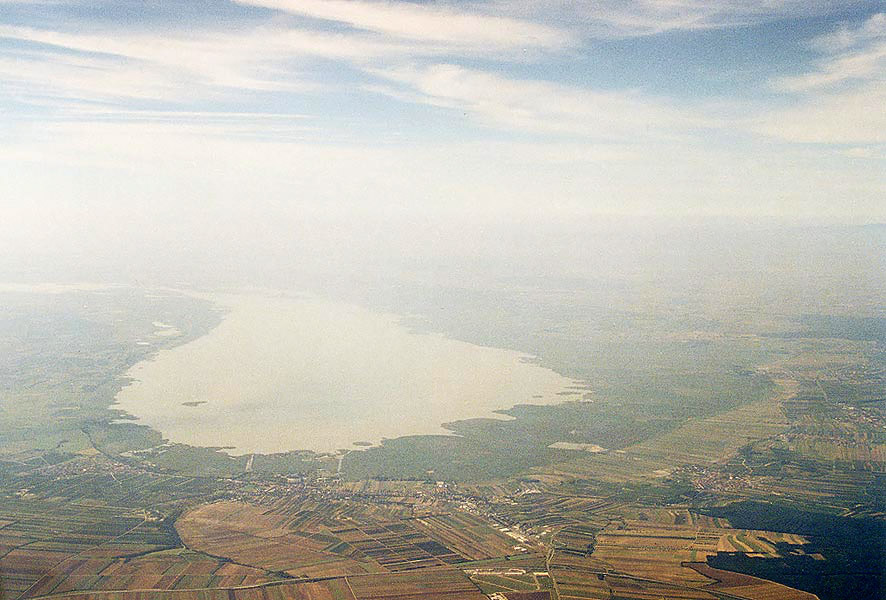
Озеро Нойзидлер-Зе

Округ Нойзидль-ам-Зе расположен на крайнем востоке Австрии на границе с Венгрией и Словакией в северной части федеральной земли Бургенланд. В округе расположена большая часть (четвёртого по величине в Центральной Европе) озера Нойзидлер-Зе и австрийская часть Национального парка Нойзидлерзе-Зевинкель. На севере территорию округа пересекает с запада на восток река Лайта, правый приток Дуная. На востоке граница с Венгрией проходит по северо-западной части Паннонской низменности, а на юге, почти на всём протяжении, канал Ханшаг (нем. Waasen, венг. Hanság) отделяет территорию округа от венгерского медье Дьёр-Мошон-Шопрон.
Протяженность округа с севера на юг почти 50 км от словацкой границы на севере (община Киттзе) до Зевинкеля (нем. Seewinkel) на юге. С запада на восток округ простирается на 33 км от отрогов Лайтагебирге (нем. Leithagebirge) по Парндорфской пустоши  (нем. Parndorfer Platte или Parndorfer Heide) к венгерской границе.

### Местоположение
Округ на севере и северо-западе граничит с политическим округом Брукк-ан-дер-Лайта (Нижняя Австрия), на северо-востоке с Братиславским краем (Словакия), на востоке, юго-востоке, юге и юго-западе — с медье Венгрии Дьёр-Мошон-Шопрон , а на западе — с штатутарштадтом Руст и политическим округом Айзенштадт-Умгебунг.
| Брукк-ан-дер-Лайта (Нижняя Австрия)     | Брукк-ан-дер-Лайта (округ) | Братиславский край (Словакия) |
| Айзенштадт-Умгебунг, Руст, Нойзидлер-Зе | Компас                     | Дьёр-Мошон-Шопрон (Венгрия)   |
| Дьёр-Мошон-Шопрон, Нойзидлер-Зе (озеро) | Дьёр-Мошон-Шопрон          | Дьёр-Мошон-Шопрон (медье)     |

### Экстремальные географические координаты округа
| Наименование ортшафтов | Идентификационный код | Географические координаты       | Высота над уровнем моря, м | Почтовые индексы |
| ---------------------- | --------------------- | ------------------------------- | -------------------------- | ---------------- |
| Киттзе                 | 00157                 | 48°05′31″ с. ш. 17°04′00″ в. д. | 138                        | A-2421           |
| Памхаген               | 00162                 | 47°42′00″ с. ш. 16°54′24″ в. д. | 121                        | A-7152           |
| Кайзерштайнбрух        | 00145                 | 47°59′15″ с. ш. 16°42′05″ в. д. | 203                        | A-2462           |
| Дойч-Ярндорф           | 00147                 | 48°00′37″ с. ш. 17°06′36″ в. д. | 133                        | A-2423           |

### Часовой пояс
Политический округ Нойзидль-ам-Зе находится в часовом поясе, обозначаемом по международному стандарту как Центральноевропейское летнее время (UTC+2).

## Демография
По предварительным данным на 1 января 2018 года население политического округа составило 58 974 чел.
Территория и население
По данным "Географического справочника Бургенланда, 2015.08.31" население политического округа в современных границах  (приведены данные переписей за 1350-2011гг. и текущий учёт на конец года) было следующим А): " ... *1350(100 öde)-7800/8000 E, 1696: *14.100, 1713: *19.700, 1715: 2048(647 Sö), 1720: 1977(480 Sö), 1787: 3443-28.201, 1821: 3764-29.896, 1828: 3773-31.287, 1836: 31.225, 1843: 32.821, 1850: 33.255, 1863: 36.660, 1869: 5749-38.909, 1880: 6121-42.677, 1890: 6107-42.311, 1900: 6414-45.085, 1910: 6712-46.072, 1923: 7215-46.206, 1934: 8862-51.669, 1939: 52.161, 1951: 10.090-50.572, 1961: 11.806-49.509, 1971: 13.652-49.342, 1981: 16.471-48.458, 1991: 18.606-49.397, 2001: 20.946-51.730 (51.726), 2006: (21.902)-53.008, 2011: 23.385-55.337, 2012: 55.907, 2013: 56.504, 2014: 57.031".
Примечание:
- А)Первый показатель — количество жилых зданий (при его отсутствии — население округа), второй показатель — население округа.

Территория и население в 1350-2011 гг.
| Таблица 3. Динамика численности населения политического округа Нойзидль-ам-Зе в современных границах по данным переписей за период 1350—2011 гг. | Таблица 3. Динамика численности населения политического округа Нойзидль-ам-Зе в современных границах по данным переписей за период 1350—2011 гг. | Таблица 3. Динамика численности населения политического округа Нойзидль-ам-Зе в современных границах по данным переписей за период 1350—2011 гг. | Таблица 3. Динамика численности населения политического округа Нойзидль-ам-Зе в современных границах по данным переписей за период 1350—2011 гг. | Таблица 3. Динамика численности населения политического округа Нойзидль-ам-Зе в современных границах по данным переписей за период 1350—2011 гг. | Таблица 3. Динамика численности населения политического округа Нойзидль-ам-Зе в современных границах по данным переписей за период 1350—2011 гг. | Таблица 3. Динамика численности населения политического округа Нойзидль-ам-Зе в современных границах по данным переписей за период 1350—2011 гг. |
| Дата переписи | Территория, км2 | Население, чел. | Плотность населения, чел./км2 | Прирост (убыль) населения, +/- | Рост (убыль) населения, ±, % | Индекс роста, %, 1869=100 |
| --- | --- | --- | --- | --- | --- | --- |
| 1350.ХХ.ХХ | - | 7 800 / 8000 | - | - | - | 20,05 / 20,56 |
| 1696.ХХ.ХХ | - | 14 100 | - | + 6 100 / + 6 300 | + 80,77 / +76,25 | 36,24 |
| 1713.ХХ.ХХ | - | 19 700 | - | + 5 600 | + 39,72 | 50,63 |
| 1787.ХХ.ХХ | - | 28 201 | - | + 8 501 | + 43,15 | 72,48 |
| 1821.ХХ.ХХ | - | 29 896 | - | + 1 695 | + 6,01 | 76,84 |
| 1828.ХХ.ХХ | - | 31 287 | - | + 1 391 | + 4,65 | 80,41 |
| 1836.ХХ.ХХ | - | 31 225 | - | - 62 | - 0,20 | 80,25 |
| 1843.ХХ.ХХ | - | 32 821 | - | + 1 596 | + 5,11 | 84,35 |
| 1850.ХХ.ХХ | - | 33 255 | - | + 434 | + 1,32 | 85,47 |
| 1863.ХХ.ХХ | - | 36 660 | - | + 3 405 | + 10,24 | 94,22 |
| 1869.12.31 | - | 38 909 | - | + 2 249 | + 6,13 | 100,00 |
| 1880.12.31 | - | 42 677 | - | + 3 768 | + 9,68 | 109,68 |
| 1890.12.31 | - | 42 311 | - | - 366 | - 0,86 | 108,74 |
| 1900.12.31 | - | 45 085 | - | + 2 774 | + 5,64 | 115,87 |
| 1910.12.31 | - | 46 072 | - | + 987 | + 2,19 | 118,41 |
| 1920.01.31 | - | 48 252 | - | + 2 180 | + 4,73 | 124,01 |
| 1923.03.07 | - | 46 206 | - | - 2 046 | - 4,24 | 118,75 |
| 1934.03.22 | - | 51 669 | - | + 5 463 | + 11,82 | 132,79 |
| 1939.05.17 | - | 52 161 | - | + 492 | + 0,95 | 134,06 |
| 1951.06.01 | - | 50 572 | - | - 1 589 | - 3,05 | 129,98 |
| 1961.03.21 | - | 49 509 | - | - 1 063 | - 2,10 | 127,24 |
| 1971.05.12 | - | 49 342 | - | - 167 | - 0,34 | 126,81 |
| 1981.05.12 | - | 48 458 | - | - 884 | - 1,79 | 124,54 |
| 1991.05.15 | - | 49 397 | - | + 939 | + 1,94 | 126,96 |
| 2001.05.15 | 1038,6487 | 51 726 | 49,80 | + 2 329 | + 4,71 | 132,94 |
| 2006.10.31 | 1038,6487 | 53 008 | 51,04 | + 1 282 | + 2,48 | 136,24 |
| 2011.10.31 | 1037,5545 | 55 337 | 53,33 | + 2 329 | + 4,39 | 142,22 |

Изменение численности населения в 1350-2011 гг.
Диаграмма изменения численности населения на территории округа в 1350-2011 гг. по данным налоговых, поместных, военных, церковно-приходских, судебных (1350—1863 гг.) и общенациональных (в том числе пробных и регистрационных) переписей за 1869—2011 гг.
Источники:1. Historisches Ortslexikon Burgenland. Datenbestand: 30.6.2011.  2. Historisches Ortslexikon Burgenland. Datenbestand: 31.8.2015.

## Картографические материалы
- Интерактивная карта Австрии (AMAP Austria)  (нем.)
- Карта автомобильных дорог Бургенланда, М 1:100 000, 2006 (нем.). Архивировано из оригинала 3 февраля 2013 года.
- Карта автомобильных дорог Бургенланда, М 1:150 000, 2014 (нем.). Архивировано из оригинала 4 марта 2016 года. Geodaten Burgenland
- Карты политических и кадастровых общин Бургенланда  (нем.)
- Картосхемы цельшпренгелей Австрии  (нем.)

## Административные подразделения

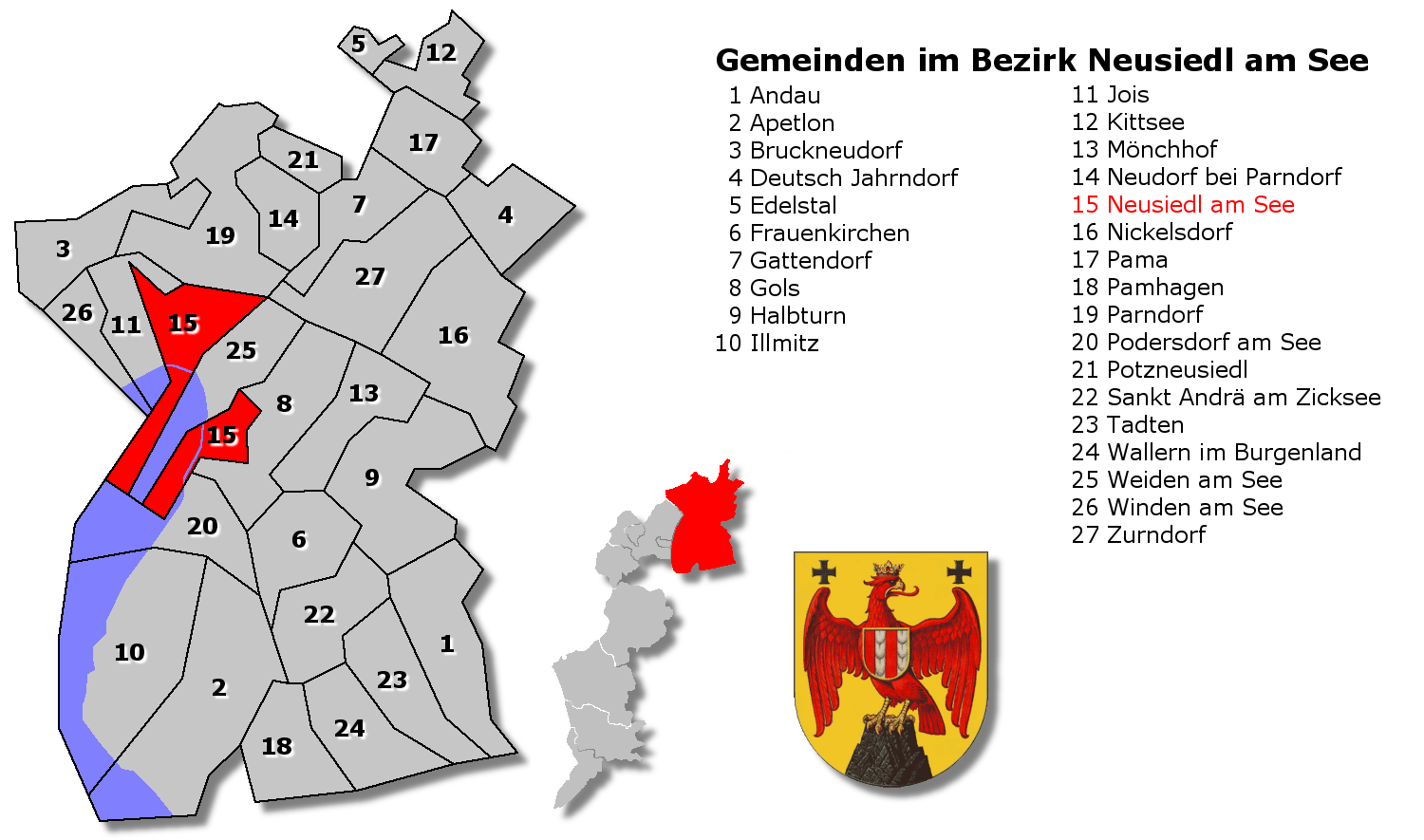
Общины политического округа Нойзидль-ам-Зе

### Политические общины
В состав политического округа входят в общей сложности 27 политических общин, в том числе две городские, 11 ярмарочных и 14 сельских.

#### Список общин

##### Легенда к списку общин
- 5-й показатель — численность населения политической общины по оценке на 01.01.2015г. (указана в скобках)[54].

##### Политические общины по состоянию на 01.05.2015г.
Городские общины
1. * 10713 * Нойзидль-ам-Зе (Neusiedl am See) — (7.588)
2. * 10705 * Фрауэнкирхен (Frauenkirchen) — (2.831)

Ярмарочные общины
1. * 10701 * Андау (Andau) — (2.333)
2. * 10702 * Апетлон (Apetlon) — (1.774)
3. * 10722 * Вайден-ам-Зе (Weiden am See) — (2.302)
4. * 10721 * Валлерн-им-Бургенланд (Wallern im Burgenland) — (1.765)
5. * 10707 * Гольс (Gols) — (3.772)
6. * 10709 * Илльмиц (Illmitz) — (2.351)
7. * 10710 * Йойс (Jois) — (1.526)
8. * 10711 * Киттзе (Kittsee) — (2.872)
9. * 10718 * Подерсдорф-ам-Зе (Podersdorf am See) — (2.059)
10. * 10719 * Санкт-Андре-ам-Циккзе (Sankt Andrä am Zicksee) — (1.345)
11. * 10724 * Цурндорф (Zurndorf) — (2.091)

Сельские общины
1. * 10703 * Бруккнойдорф (Bruckneudorf) — (2.956)
2. * 10723 * Винден-ам-Зе (Winden am See) — (1.342)
3. * 10706 * Гаттендорф (Gattendorf) — (1.280)
4. * 10704 * Дойч-Ярндорф (Deutsch Jahrndorf) — (606)
5. * 10712 * Мёнххоф (Mönchhof) — (2.296)
6. * 10714 * Никкельсдорф (Nickelsdorf) — (1.693)
7. * 10725 * Нойдорф (Neudorf) — (723)
8. * 10715 * Пама (Pama) — (1.131)
9. * 10716 * Памхаген (Pamhagen) — (1.675)
10. * 10717 * Парндорф (Parndorf) — (4.384)
11. * 10726 * Поцнойзидль (Potzneusiedl) — (554)
12. * 10720 * Тадтен (Tadten) — (1.227)
13. * 10708 * Хальбтурн (Halbturn) — (1.881)
14. * 10727 * Эдельсталь (Edelstal) — (674)

### Ортшафты (населённые пункты и поселения)
Список населённых пунктов и (или) поселений (ортшафтов) по состоянию на 01.05.2015г.
Легенда к списку ортшафтов:
- "полужирным" шрифтом выделены административные центры (нем. Hauptort) политических общин.

```
Андау
 
(Andau)
 — (2.333)

Апетлон
 
(Apetlon)
 — (1.774)

Бруккнойдорф
 
(Bruckneudorf)
 — (2.664)

Вайден-ам-Зе
 
(Weiden am See)
 — (2.302)

Валлерн-им-Бургенланд
 
(Wallern im Burgenland)
 — (1.765)

Винден-ам-Зе
 
(Winden am See)
 — (1.342)

Гаттендорф
 
(Gattendorf)
 — (1.280)

Гольс
 
(Gols)
 — (3.772)

Дойч-Ярндорф
 
(Deutsch Jahrndorf)
 — (606)
```

```
Илльмиц
 
(Illmitz)
 — (2.351)

Йойс
 
(Jois)
 — (1.526)

Кайзерштайнбрух
 
(Kaisersteinbruch)
 — (253)

Кёнигсхоф
 
(Königshof)
 — (39)

Киттзе
 
(Kittsee)
 — (2.872)

Мёнххоф
 
(Mönchhof)
 — (2.296)

Никкельсдорф
 
(Nickelsdorf)
 — (1.693)

Нойдорф
 
(Neudorf)
 — (723)

Нойзидль-ам-Зе
 
(Neusiedl am See)
 — (7.588)

Пама
 
(Pama)
 — (1.131)

Памхаген
 
(Pamhagen)
 — (1.675)
```

```
Парндорф
 
(Parndorf)
 — (4.384)

Подерсдорф-ам-Зе
 
(Podersdorf am See)
 — (2.059)

Поцнойзидль
 
(Potzneusiedl)
 — (554)

Санкт-Андре-ам-Циккзе
 
(Sankt Andrä am Zicksee)
 — (1.345)

Тадтен
 
(Tadten)
 — (1.227)

Фрауэнкирхен
 
(Frauenkirchen)
 — (2.831)

Хальбтурн
 
(Halbturn)
 — (1.881)

Цурндорф
 
(Zurndorf)
 — (2.091)

Эдельсталь
 
(Edelstal)
 — (674)
```

### Судебный округ
Судебный округ Нойзидль-ам-Зе включает в себя территориальную юрисдикцию в районном суде Нойзидль-ам-Зе и подчиняется вышестоящему государственному суду компетентной юрисдикции федеральной земли Бургенланд — Земельному суду Айзенштадта. Кодовый номер судебного округа — 1071.

### Избирательный округ

Парламентские избирательные округа Бургенланда (№ 1 — Нойзидль-ам-Зе)
1 — Избирательный округ 1 (Бургенланд)

## Инфраструктура
- Карта автомобильных дорог Бургенланда, М 1:100 000, 2006 (нем.). Архивировано из оригинала 3 февраля 2013 года. Geodaten Burgenland
- Карта автомобильных дорог Бургенланда, М 1:150 000, 2014 (нем.). Архивировано из оригинала 4 марта 2016 года. Geodaten Burgenland

### Сеть автомобильных дорог округа

Ост-Автобан A4 (Ost Autobahn A4) — 66 км

Округ с запада на восток пересекает автомагистраль Ост-Автобан (A4) Вена—Будапешт. В округе также располагаются точки ответвления от этой автомагистрали на Парндорф (40-й км), на Нойзидль-ам-Зе (43-й), на Вайден-ам-Зе / Гольс (51-й), на Мёнххоф (57-й) и на Никкельсдорф (64-й км), а также при пересечении границы с Венгрией в таможенном пункте Никкельсдорф (65-й км). Автомагистраль Нордост-Автобан (A6), общей длиной 22 км, начинается от узла  на 39-м км трассы Ост-Автобан (A4)  восточнее Бруккнойдорфа и простирается на север в сторону австрийско-словацкой границы. Точки ответвления располагаются на Поцнойзидль / Нойдорф (9-й км), на Гаттендорф (12-й) и на Эдельсталь / Киттзе (19-й км), а через 3 км в международном таможенном пункте-пропуске Братислава-Яровце, расположенного чуть южнее Киттзе (SVK E58/D4 Bratislava - Jarovce//AUT E58/A6 Kittsee), автомагистраль покидает пределы Австрии уже под новым названием.
Через округ также проходят три (бывшие) федеральные дороги:
- с запада на восток The Budapester Straße B 10 от Брукк-ан-дер-Лайта до венгерской границы (GÜ Nickelsdorf / Hegyeshalom);
- с юго-запада на север Burgenlandstraße В 50 до Киттзе;
- из центра округа на юг Neusiedlerstraße В 51 через юго-восточную часть к таможенному пункту-пропуску (GÜ Pamhagen / Fertöùljak).

### Железнодорожное сообщение

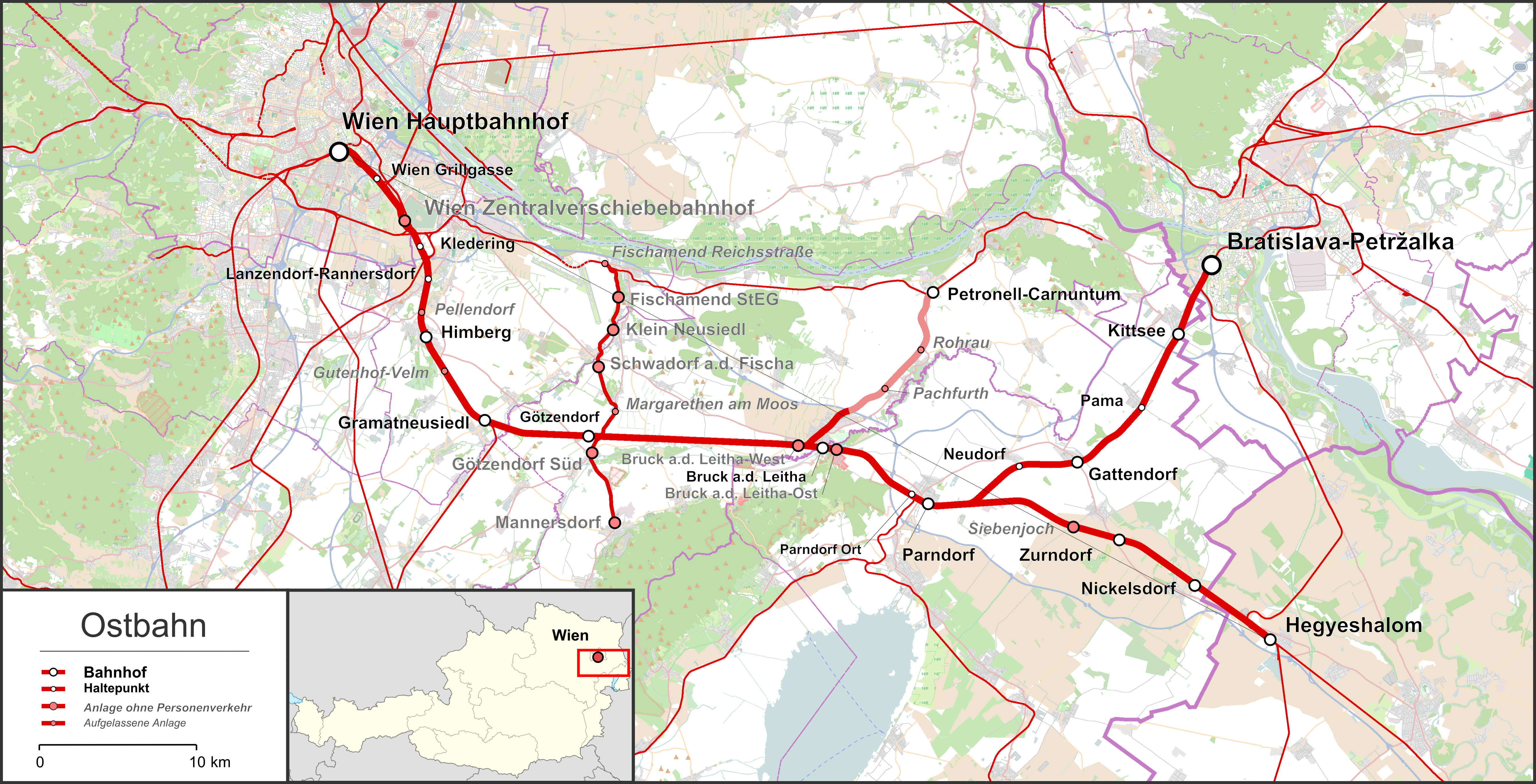
Остбан (Ostbahn)

По территории округа проходят поезда по ветке "Остбан" (нем. Ostbahn, ранее Wien-Raaber Bahn) из Вены в Будапешт и Братиславу через узловую станцию Парндорф Австрийских федеральных железных дорог (нем. ÖBB). Далее, в направлении Будапешта, поезд проходит через станции Цурндорф и Никкельсдорф, а в направлении Братиславы — через Нойдорф, Гаттендорф, Пама и Киттзе.
Ветка из Айзенштадта по Парндорфскому отделению железной дороги Pannoniabahn приходит в  Йойс, Винден-ам-Зе и Нойзидль-ам-Зе. От Нойзидль-ам-Зе на юг округа железнодорожная магистраль Neusiedler Seebahn до границы с Венгрией ведёт в Вайден-ам-Зе, Гольс, Мёнххоф, Фрауэнкирхен, Санкт-Андре-ам-Циккзе, Валлерн-им-Бургенланд и Памхаген.
В округе есть две международные железнодорожные станции: одна в Киттзе, а вторая — в Бруккнойдорфе. Линия S 60 Венской железной дороги  (нем. S-Bahn Wien) приходит в Нойзидль-ам-Зе от узловой станции Парндорф.

## Внешние ссылки
- Инструкция по русской передаче немецких географических названий
- Погода on-line Bezirk Neusiedl am See (нем.)
- Официальная страница Bezirk Neusiedl am See (нем.)
- Карты политических и кадастровых общин Бургенланда Geodaten Burgenland (нем.)
- Карта автомобильных дорог Бургенланда, М 1:100 000, 2006 (нем.). Архивировано из оригинала 3 февраля 2013 года. Geodaten Burgenland
- Карта автомобильных дорог Бургенланда, М 1:150 000, 2014 (нем.). Архивировано из оригинала 4 марта 2016 года. Geodaten Burgenland
- Картосхемы цельшпренгелей Австрии Quelle: Statistik Austria (нем.)
- Интерактивная карта Австрии AMAP Austria (нем.)